# Obwód RLC
RLC – skrótowe oznaczenie dla obwodów elektrycznych (w tym elektronicznych) składających się tylko z trzech podstawowych elementów pasywnych:
- rezystora, oznaczanego przez R (rezystancja),
- cewki, oznaczanej przez L (indukcyjność),
- kondensatorów, oznaczanych przez C (pojemność).

## Obwód RLC w układach prądu przemiennego

### Szeregowy obwód RLC
Natężenie prądu w szeregowym obwodzie RLC z doprowadzonym napięciem sinusoidalnie zmiennym wynosi:
{\displaystyle I=I_{0}\sin(\omega t).}
Napięcie na zaciskach źródła:
{\displaystyle U=U_{0}\sin(\omega t+\varphi ),}
gdzie {\displaystyle \varphi } jest różnicą faz między natężeniem prądu i napięciem.
Dodatkowo tangens przesunięcia fazowego równa się ilorazowi różnicy reaktancji cewki i kapacytancji kondensatora przez opór omowy:
{\displaystyle \operatorname {tg} \varphi ={\frac {\omega L-{\frac {1}{\omega C}}}{R}}.}
Moduł impedancji (nazywany również zawadą lub potocznie impedancją) szeregowego obwodu RLC jest równy modułowi wektora wypadkowego całkowitego oporu takiego obwodu:
{\displaystyle |Z|={\sqrt {R^{2}+\left(\omega L-{\frac {1}{\omega C}}\right)^{2}}}.}
Mogą zajść następujące przypadki:
- {\displaystyle \omega L>{\frac {1}{\omega C}}} – obwód ma charakter indukcyjny, kąt przesunięcia fazowego jest większy od zera, więc natężenie prądu spóźnia się w fazie w stosunku do napięcia na zaciskach źródła,
- {\displaystyle \omega L<{\frac {1}{\omega C}}} – obwód ma charakter pojemnościowy, kąt przesunięcia fazowego jest mniejszy od zera, napięcie na zaciskach źródła spóźnia się w fazie w stosunku do natężenia prądu,
- {\displaystyle \omega L={\frac {1}{\omega C}}} – zachodzi rezonans napięć, kąt przesunięcia fazowego jest równy zero, napięcie na zaciskach źródła jest zgodne w fazie z natężeniem prądu. W tym przypadku zawada obwodu jest najmniejsza, więc natężenie prądu osiąga największą wartość. Analogicznie dla równoległego obwodu RLC wystąpić może rezonans prądów. Obydwa te zjawiska mogą być bardzo groźne dla całości układu (może wystąpić uszkodzenie elementów). W mieszanych układach występować może wielokrotny rezonans częściowy.

Częstotliwość rezonansowa (czyli taka, przy której zachodzi rezonans napięć) wynosi:
{\displaystyle f={\frac {1}{2\pi {\sqrt {LC}}}}.}

## Drgania własne układu RLC

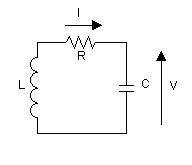
Schemat zamkniętego układu RLC.

W szeregowym obwodzie RLC, w którym w chwili początkowej kondensator jest naładowany, a natężenie prądu jest równe 0, w dowolnej chwili {\displaystyle t} suma energii kondensatora, energii cewki oraz praca prądu w ciągu czasu {\displaystyle t} zamieniona na ciepło w oporze {\displaystyle R} (tzn. na ciepło Joule’a-Lenza) jest równa energii początkowej kondensatora i jest stała.
{\displaystyle {\frac {Q^{2}}{2C}}+{\frac {LI^{2}}{2}}+\int _{0}^{t}I^{2}R\ dt={\frac {Q_{m}^{2}}{2C}}=const.}
gdzie:
{\displaystyle Q_{m}} jest początkowym ładunkiem kondensatora.
Po zróżniczkowaniu obydwu stron powyższego równania względem czasu {\displaystyle t{:}}
{\displaystyle 2{\dot {Q}}{\frac {Q}{2C}}+2I{\frac {L{\dot {I}}}{2}}+I^{2}R=0.}
Z definicji natężenia prądu:
{\displaystyle I={\frac {dQ}{dt}}={\dot {Q}},}
{\displaystyle {\dot {I}}={\frac {dI}{dt}}={\frac {d({\dot {Q}})}{dt}}={\ddot {Q}}}
można wyrazić w postaci:
{\displaystyle I\left({\frac {Q}{C}}+L{\ddot {Q}}+{\dot {Q}}R\right)=0.}
Aby to równanie było spełnione w dowolnej chwili {\displaystyle t,} wyrażenie w nawiasie powinno być równe 0. Po podzieleniu stronami przez {\displaystyle L} otrzymujemy:
{\displaystyle {\ddot {Q}}+{\frac {R}{L}}{\dot {Q}}+{\frac {1}{LC}}Q=0.}
Współczynnik przy {\displaystyle Q} jest kwadratem pulsacji drgań własnych swobodnych obwodu {\displaystyle LC{:}}
{\displaystyle {\frac {1}{LC}}={\omega _{0}}^{2}.}
Współczynnik przy pierwszej pochodnej {\displaystyle {\dot {Q}}} oznaczamy przez {\displaystyle 2\beta {:}}
{\displaystyle {\frac {R}{L}}=2\beta \Rightarrow {\frac {R}{2L}}=\beta .}
Równanie różniczkowe drgań elektrycznych gasnących:
{\displaystyle {\ddot {Q}}+2\beta {\dot {Q}}+{\omega _{0}}^{2}Q=0.}
Rozwiązaniem tego równania jest wzór:
{\displaystyle Q=Q_{m}\ e^{-\beta t}\cos(\omega t+\varphi ).}
Częstość drgań gasnących:
{\displaystyle \omega ={\sqrt {\omega _{0}^{2}-\beta ^{2}}}={\sqrt {{\frac {1}{LC}}-{\frac {R^{2}}{4L^{2}}}}},}
{\displaystyle \beta ^{2}<\omega _{0}^{2}\Rightarrow {\frac {R^{2}}{4L^{2}}}<{\frac {1}{LC}},}
co oznacza, iż rozwiązanie równania różniczkowego drgań elektrycznych gasnących ma miejsce przy niezbyt dużym tłumieniu.
Zmiana napięcia na kondensatorze:
{\displaystyle U={\frac {Q_{m}}{C}}\ e^{-\beta t}\cos(\omega t+\varphi )=U_{m}e^{-\beta t}\cos(\omega t+\varphi ).}
Natężenie prądu jest przesunięte w fazie w stosunku do ładunku i napięcia na kondensatorze:
{\displaystyle I={\dot {Q}}=Q_{m}\ \omega _{0}\ e^{-\beta t}\left[-{\frac {\beta }{\omega _{0}}}\cos(\omega t+\varphi )-{\frac {\omega }{\omega _{0}}}\sin(\omega t+\varphi )\right]=Q_{m}\ \omega _{0}\ e^{-\beta t}\cos(\omega t+\varphi +\alpha ).}
Dodatkowo:
{\displaystyle {\frac {\omega }{\omega _{0}}}=\sin \alpha } oraz {\displaystyle {\frac {\beta }{\omega _{0}}}=-\cos \alpha .}
Natężenie prądu zmienia się harmonicznie z amplitudą gasnącą wykładniczo, przy czym tangens przesunięcia fazowego natężenia prądu do napięcia wynosi:
{\displaystyle \operatorname {tg} \alpha =-{\frac {\omega }{\beta }}=-{\frac {\sqrt {\omega _{0}^{2}-\beta ^{2}}}{\beta }}=-{\frac {\sqrt {{\frac {1}{LC}}-{\frac {R^{2}}{4L^{2}}}}}{\frac {R}{2L}}}.}
Dobroć obwodu, czyli wielkość proporcjonalna do liczby drgań Ne wykonywanych przez obwód, w czasie którego amplituda maleje {\displaystyle e} razy
{\displaystyle D={\frac {\pi }{\delta }}={\frac {\pi }{\beta T}}={\frac {\omega }{2\beta }}.}
Przy małym tłumieniu:
{\displaystyle \omega \approx \omega _{0}={\frac {1}{\sqrt {LC}}}.}
Wobec czego:
{\displaystyle D\approx {\frac {\omega _{0}}{2\beta }}={\frac {1}{R}}{\sqrt {\frac {L}{C}}}.}

## Przykłady urządzeń zawierających obwód RLC
- filtr (elektronika)
- klasyczny układ zapłonowy z przerywaczem
- odbiornik radiowy
- telewizor
- transformator Tesli
- wykrywacz metalu
- zwrotnica głośnikowa